# Подвиг Єрмака (роман)
«Подвиг Єрмака» (рос. «Подвиг Ермака»)  — історичний роман російського письменника Василя Гнутова. Вийшов у світ в 1986 році. Автор працював над роман чотири роки, вивчаючи літописи.
В центрі роману — фігура Єрмака і похід козачої дружини у Сибір.

## Сюжет
Дія роману відбувається в епоху Івана Грозного. Перші глави присвячені діяльності на Дону Єрмака, колишнього отамана порубежного Качалинського містечка. Ряд глав присвячений діям козаків на Волзі, їх походу на Лівонську війну. Розкривається роль купців Строгонових в організації походу Єрмакової дружини у Сибір, перехід волзьких, так званих «злодійських козаків» від вільного життя до «государевої» службі для отримання «прощення колишніх вин».
У другій частині роману зображено похід Єрмака в Сибір. Герой розкривається в спілкуванні з козаками, місцевими жителями, в битвах, екстремальних ситуаціях походу.